# Avenida Libertador General Bernardo O'Higgins

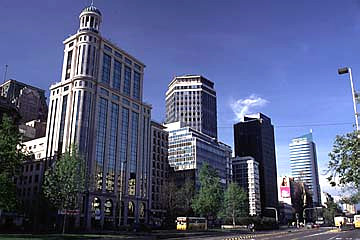
Vista da esquina da Alameda.

A Avenida Libertador General Bernardo O'Higgins, mais conhecida como La Alameda ou Alameda del Libertador Bernardo O'Higgins, é a principal avenida da cidade de Santiago do Chile, e leva o nome do herói nacional chileno, Bernardo O'Higgins.
Com seu trajeto de mais de dez quilômetros ela é a mais importante via de transporte público e privado da cidade.

## História

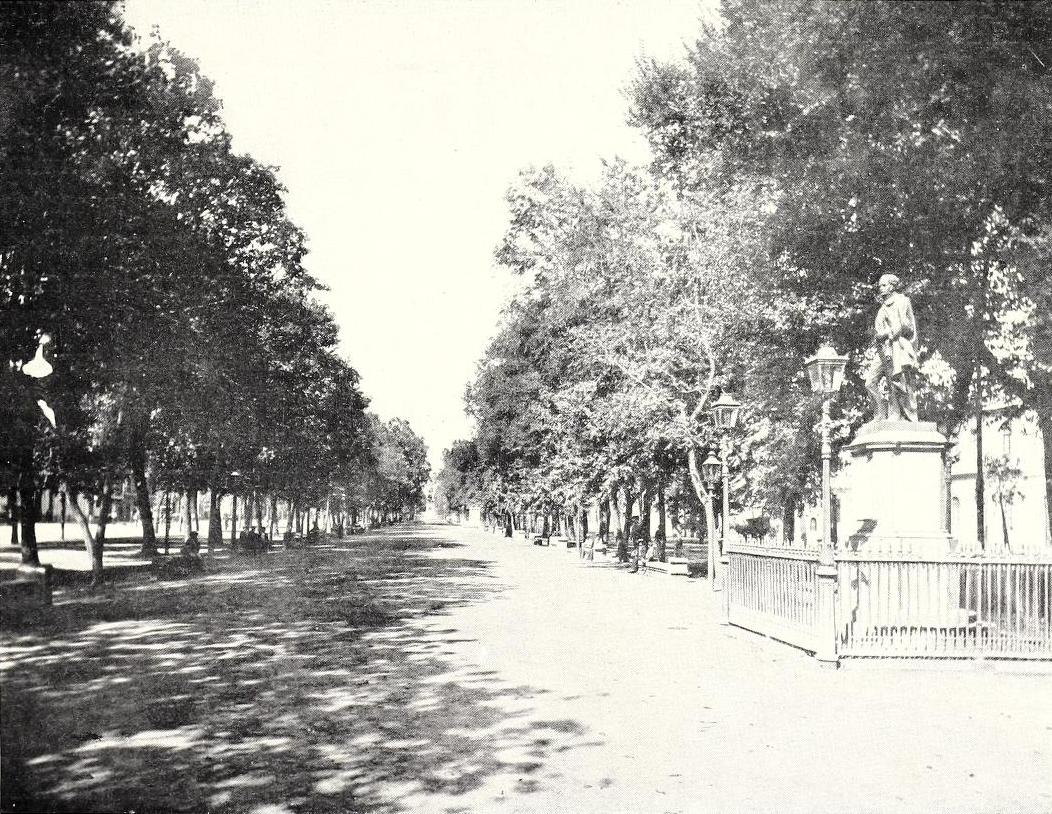
Alameda de las Delicias em 1906.

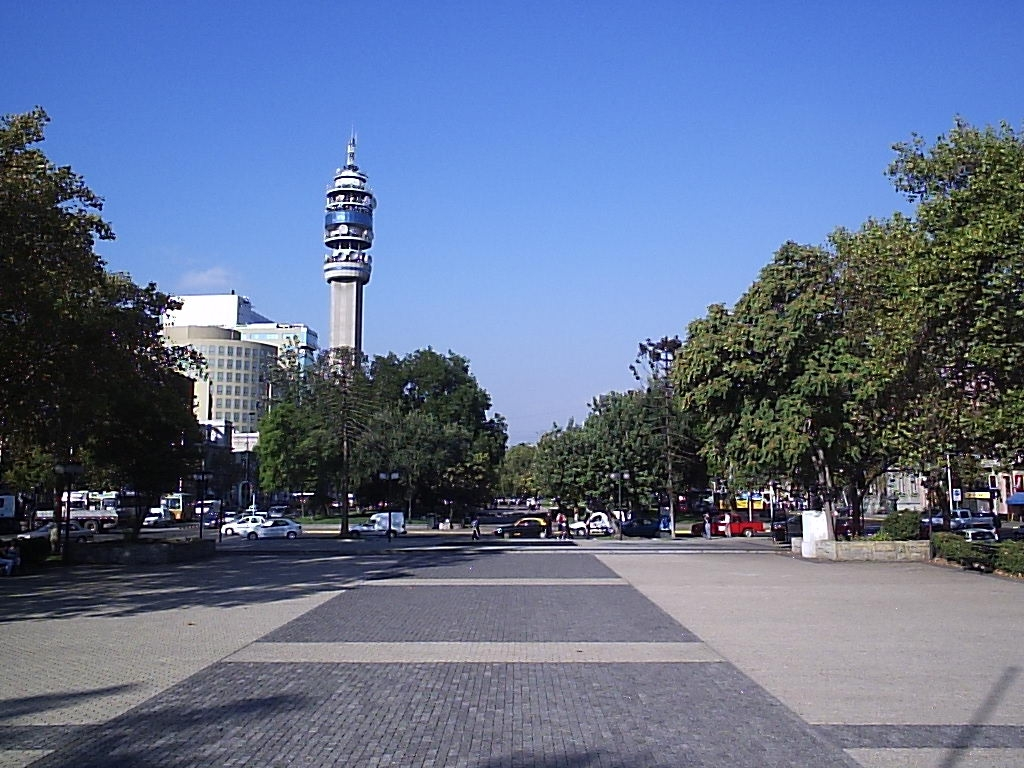
Alameda do Libertador General BernardoO'Higgins.

Sua origem remonta à fundação de Santiago. Em 12 de fevereiro de 1541 foi fundada Santiago de Nueva Extremadura pelo conquistador Pedro de Valdivia. O povo se alojou numa área especial para evitar possíveis ataques estrangeiros ou indígenas: entre a colina Huelén, renomeada pelos espanhóis como Santa Lucía, e nas margens do rio mapocho, sendo que seu leito norte foi utilizado para o abastecimento da cidade, e o sul para a deposição de resíduos. Esta área foi chamada de La Cañada de San Francisco em razão de um convento franciscano que ali se encontrava.
Porém, este seu aspecto da era colonial acabou em 1820 quando o diretor supremo Bernardo O'Higgins Riquelme ordenou a reforma da La Cañada e a sua transformação em Alameda das Delícias. Durante grande parte do século XIX a Alameda foi um passeio da elite chilena.
Durante a administração de Benjamín Vicuña Mackenna a colina Santa Lucía foi transformada em passeio e estátuas foram colocadas ao longo da alameda. Em 1897 ela foi estendida em razão da inauguração da Estação Central de Santiago.
Já no século XX os automóveis começaram a dominar a avenida, batizada em homenagem a seu criador, e começam os problemas de trânsito principalmente em função dos veículos de transporte coletivo.
Durante os anos 70 ela foi completamente modificada devido à construção da Rodovia Panamericana e da primeira linha do Metrô de Santiago.

## Edifícios

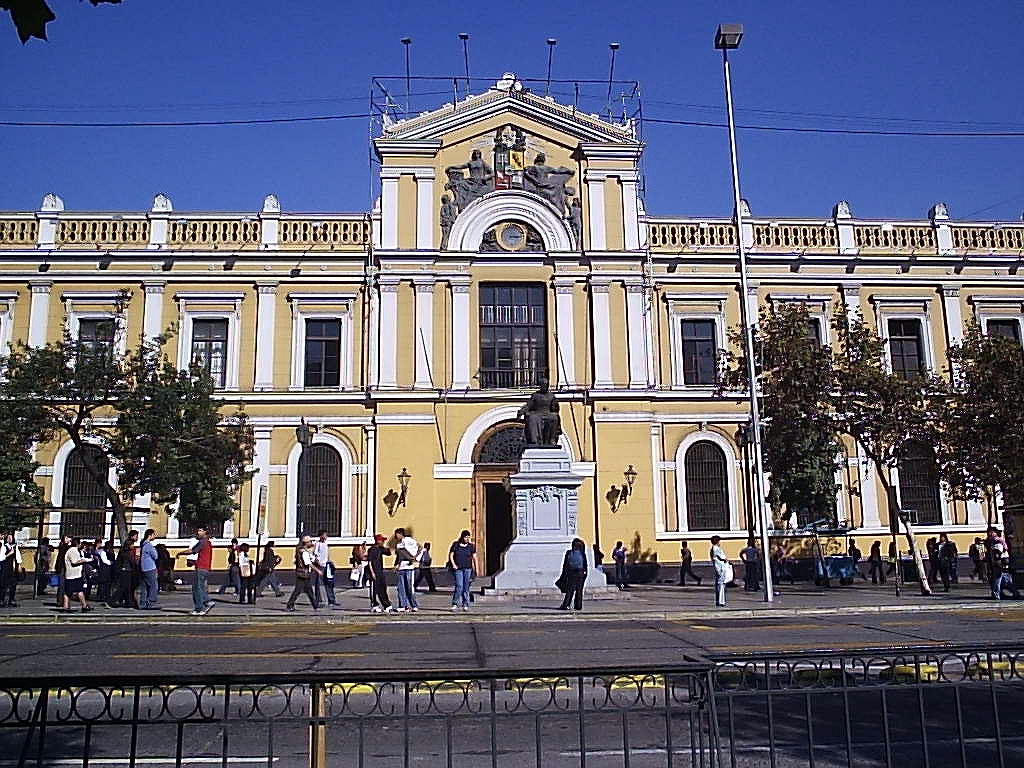
Universidade do Chile.

Na alameda se encontram alguns dos principais e mais belos edifícios da cidade.
O Palácio de La Moneda, localizado a norte da alameda, é o principal marco arquitetônico da avenida. Ao seu redor se encontra o Bairro Cívico, um conjunto de edifícios destinados as atividades administrativas do governo.
Até 2004, a parte sul do palácio estava separada da avenida pela Praça da Liberdade, na qual se localizava um monumento a Arturo Alessandri Palma, a sul se localizava a chama da liberdade junto com o túmulo de Bernardo O'Higgins e seu monumento. Porém, em razão do Bicentenário da República foi construída a Praça da Cidadania, que une ambas as praças e alberga o Centro Cultural Palácio da Moeda.
A norte da avenida está o Passeio Ahumada, a via de pedestres mais transitada do país e principal setor comercial da cidade. Nesta mesma área está a bolsa de valores de Santiago e as sedes das principais instituições bancárias do país como o Banco do Estado do Chile.
Outros edifícios importantes são a Pontifícia Universidade Católica do Chile, Universidade de Santiago do Chile, Igreja de São Francisco, os palácios do Bairro Brasil e República e o prédio da Estação Central. O edifício Diego Portales, construído em 1972 e sede do governo entre 1973 e 1981 após o bombardeio ao palácio da moeda, também se encontra na avenida.

## Monumentos
Os principais monumentos da Alameda homenageiam os mais importantes militares nacionais como José de San Martín, Manuel Bulnes Prieto e O'Higgins, mas também outras personagens de grande importância como a poetisa Gabriela Mistral.

## Metrô

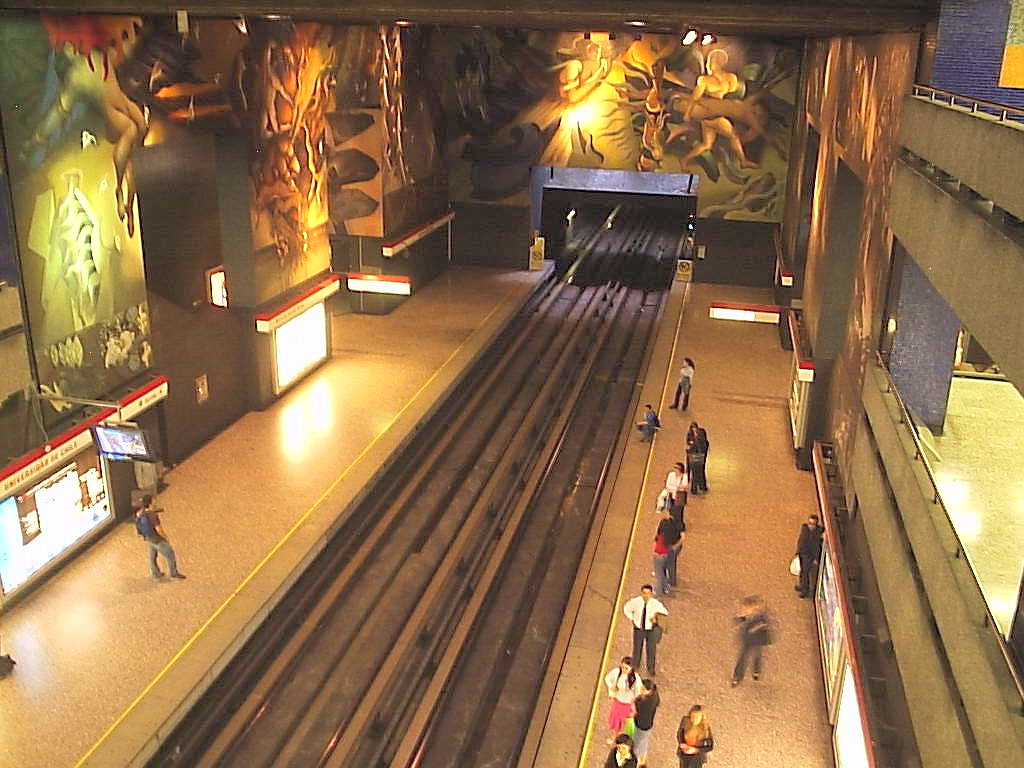
Estação Universidade do Chile.

Sob a Alameda se encontra a linha 1, a mais importante do Metro de Santiago. As estações da avenida são:
- Las Rejas
- Ecuador
- San Alberto Hurtado
- Universidad de Santiago
- Estación Central
- Unión Latinoamericana
- República
- Los Héroes
- La Moneda
- Universidad de Chile
- Santa Lucía
- Universidad Católica
- Baquedano